# 永從縣
永從縣，中国旧县名。
在今貴州省黎平縣永從鎮，本元代福祿永從軍民長官司，明代洪武中改置福祿永從蠻夷長官司，後廢。永樂元年（1403年）正月復置，屬貴州衛。十二年三月屬黎平府。正統六年（1438年）九月改永从长官司為縣。民國三十年（1941年）永從縣、下江縣合併改名從江縣，縣城等地則劃歸黎平縣。